# Fred Pegram

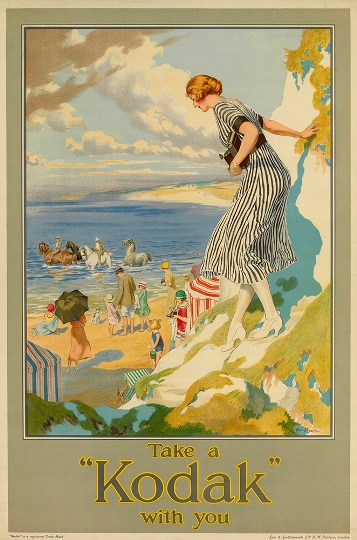
Frederick Pegram: Take a "Kodak" with you (Lithografie; 75,9 × 50,6 cm)

Frederick Pegram (* 19. Dezember 1870 in Somers Town, London; † 23. August 1937 in London) war ein britischer Illustrator, Karikaturist, Maler und Grafiker.

## Leben
Frederick Pegram wurde als Sohn des Zimmermanns Alfred Pegram geboren. Im Alter von 15 Jahren begann er ein Studium an der Westminster School of Art, wo er unter anderem bei Henry Tonks, Aubrey Beardsley und Maurice Greiffenhagen studierte. Er war ein Cousin des Illustrators Henry M. Brock und ein Schwager von F. W. Townsend. Während des Ersten Weltkriegs diente Pegram als Special Constable im Buckingham Palace.

## Werk
Frederick Pegram begann seine Karriere als Illustrator bei der Pall Mall Gazette und veröffentlichte ab 1894 Artikel im Punch Magazine. Weitere Arbeiten erschienen in The Idler, Illustrated London News, The Tatler und The Daily Chronicle. Er illustrierte zahlreiche Bücher, darunter Poor Jack (1897), At the Rising of the Moon (1898), London’s World Fair (1898), The Orange Girl (1899) und Martin Chuzzlewit (1900). Neben seiner Tätigkeit als Illustrator war Pegram auch als Maler und Grafiker aktiv. Er schuf Bleistiftporträts, Aquarelle, Kreide- und Pastellzeichnungen sowie Radierungen. Sein Stil war geprägt von georgianischen Motiven und einem hohen handwerklichen Anspruch. Pegram entwarf Werbeanzeigen für Firmen wie Mackintosh’s Toffee, Player’s Cigarettes, Ronuk Polish und Selfridges. Er war auch an der Gestaltung der berühmten Kodak Girl-Werbung beteiligt. Zwischen 1889 und 1904 stellte er regelmäßig in der Royal Academy aus. 1925 wurde er Mitglied des Royal Institute of Painters in Water Colours. Er entwarf auch Plakate für die Londoner U-Bahn, darunter 1923 Virginia Water by Motor Bus.